# Lamao
Lamao è una baranggay di Prima classe delle Filippine, situata nella municipalità di Limay, provincia di Bataan, nella Regione del Luzon Centrale.
Lamao è formata da 14 barrio:
- Aburido
- Arsenal
- Ayam
- BPI
- Carbon Site
- Crusher Site
- Esperanza (Mt. Lamao)
- Lamao Poblacion
- Manggahan
- Pag-Asa
- Petron Village
- PEX
- Policarpio Site
- San José